# Schortau
Schortau ist ein Ortsteil von Braunsbedra im Saalekreis in Sachsen-Anhalt.

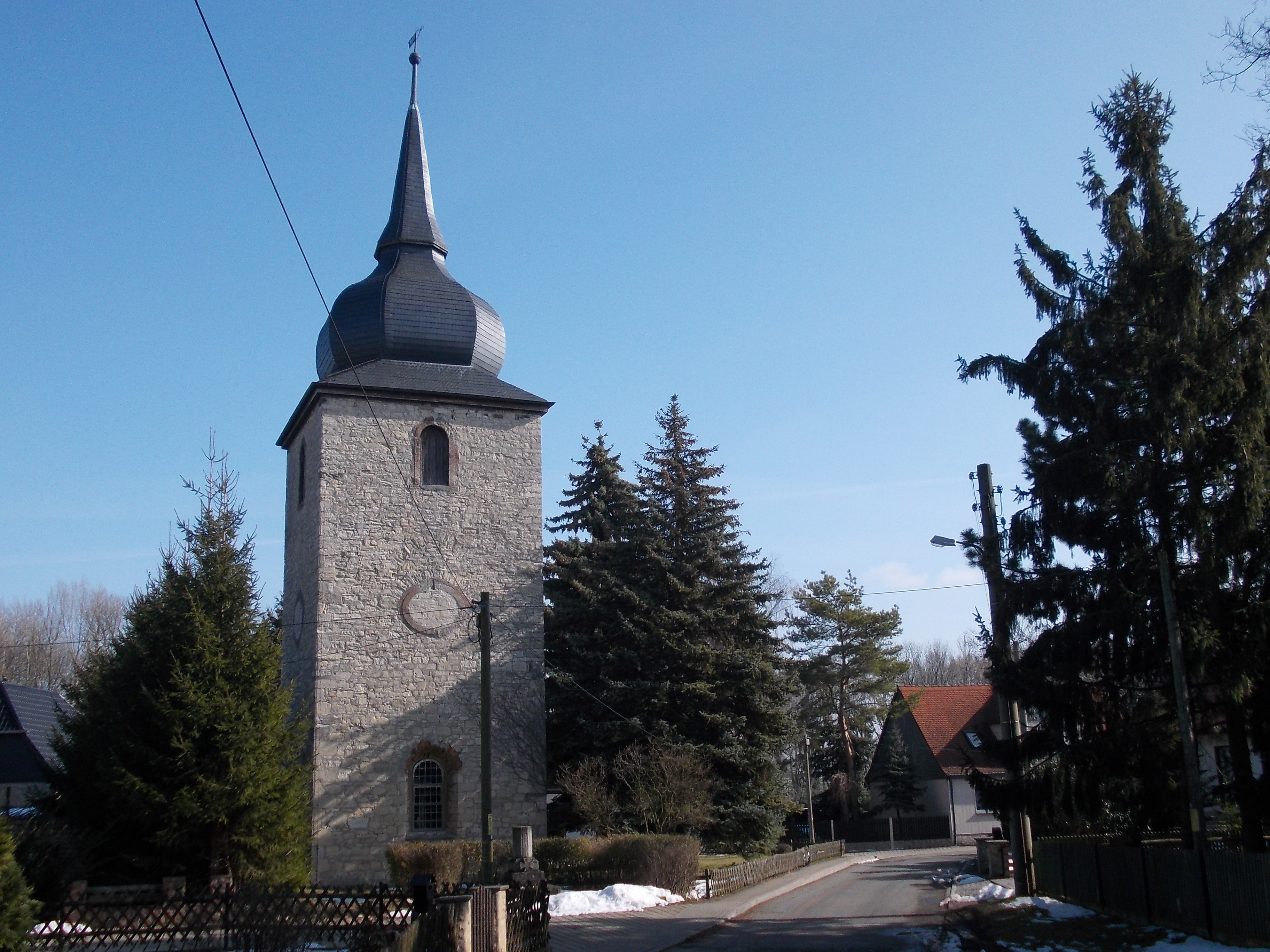
Kirche Schortau

## Geografische Lage
Schortau liegt am Rand des Geiseltals, südwestlich von Braunsbedra.

## Geschichte
In einem zwischen 881 und 899 entstandenen Verzeichnis des Zehnten des Klosters Hersfeld wird Schortau als zehntpflichtiger Ort Zirduuua im Friesenfeld erstmals urkundlich erwähnt. Der Ort gehörte bis 1815 zum wettinischen, später kursächsischen Amt Freyburg. Durch die Beschlüsse des Wiener Kongresses kam er zu Preußen und wurde 1816 dem Kreis Querfurt im Regierungsbezirk Merseburg der Provinz Sachsen zugeteilt, zu dem er bis 1944 gehörte.

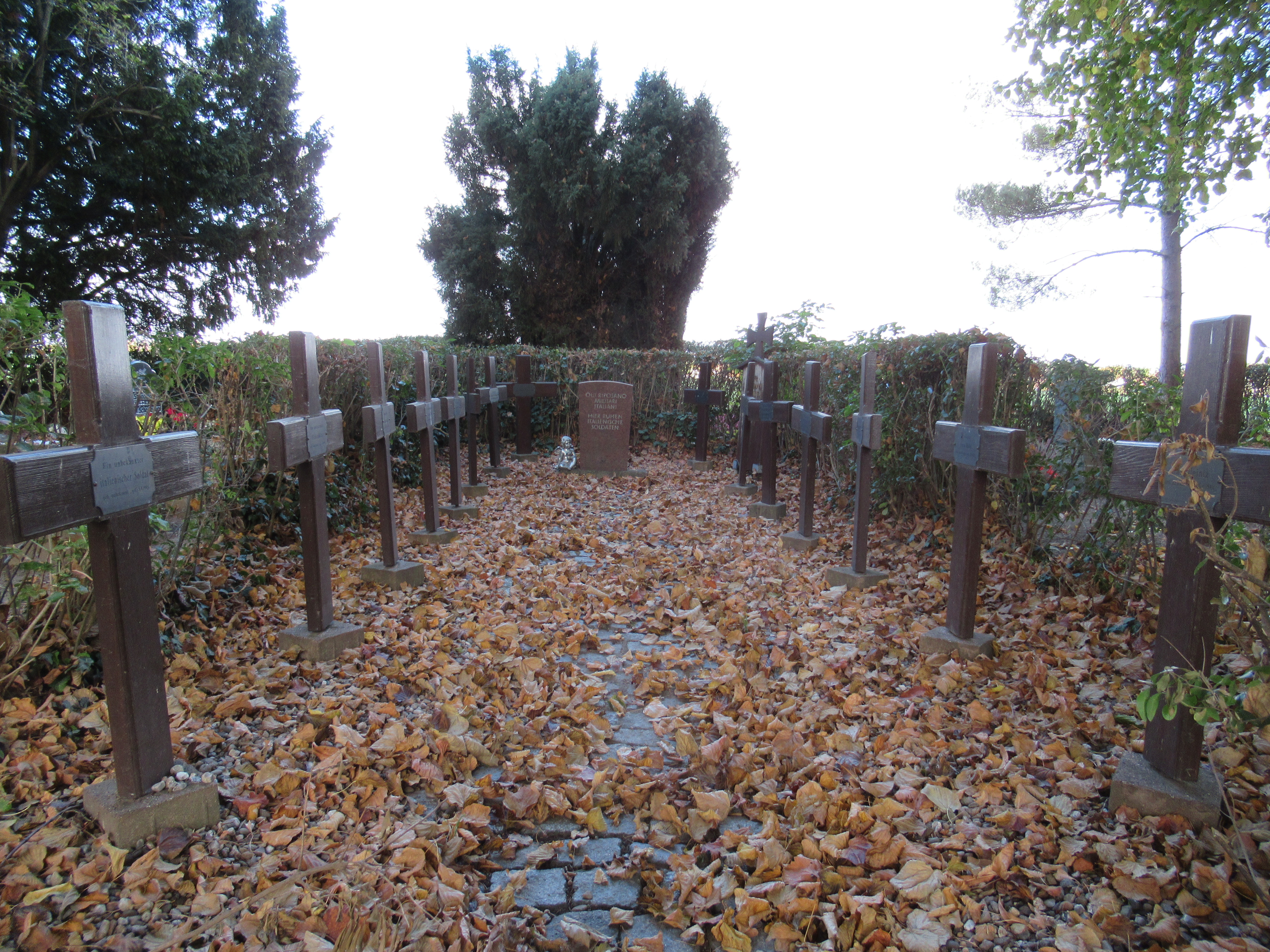
Reihengrab deutscher und italienischer Flaksoldaten April 1945

Ende des 16. Jahrhunderts wurde die Kirche in Saalform errichtet. Der Westturm mit Zwiebelhaube stammt von 1709. Das Kircheninnere wies eine Holztonne als Gewölbe auf und eine Barockausstattung mit Kanzelaltar. 1903 wurde die Kirche durchgehend restauriert.
Bei Luftangriffen auf den Ort am 20. Juli 1944 und am 5. April 1945 wurde die Kirche schwer beschädigt, das Pfarrhaus vernichtet. Seit 1948 erfolgten Wiederherstellungsmaßnahmen an der Kirche. Die Barock-Einrichtung stammt aus der infolge des Braunkohleabbaus abgerissenen Kirche zu Naundorf.
Am 20. Juli 1950 wurde Schortau nach Braunsbedra eingemeindet.
Auf dem Friedhof befinden sich Grabanlagen von deutschen und zwei italienischen Flaksoldaten, die in der Flakstellung Schortau Dienst taten. 26 von ihnen starben bei einem britischen nächtlichen Bombenangriff am 4./5. April 1945. Ein von der Republik Italien gesetzter Gedenkstein neben den Gräbern trägt die Aufschrift: „Hier ruhen italienische Soldaten“.

## Persönlichkeiten
- Samuel Senff (1612–1688), evangelischer Pfarrer